# گمینا ستنژتسا (استان پومرانی)
گمینا ستنژتسا (استان پومرانی) (به لهستانی:  Gmina Stężyca) یک گمینا در لهستان است که در شهرستان کارتوزه واقع شده‌است. گمینا ستنژتسا ۱۶۰٫۳ کیلومتر مربع مساحت و ۸٬۶۹۵ نفر جمعیت دارد.